# Pseudicius kulczynskii
Pseudicius kulczynskii là một loài nhện trong họ Salticidae.
Loài này thuộc chi Pseudicius. Pseudicius kulczynskii được Josef Nosek miêu tả năm 1905.